# Térhullám
Térhullámnak nevezzük azt a rádiófrekvenciás terjedési módot, amelyben részt vesz az ionoszféra rádióhullámokra gyakorolt visszaverő hatása. Ennek a terjedési módnak a felhasználásával nagy távolságok hidalhatók át.
A reflexió sohasem veszteségmentes, ezért a visszavert térhullámoknál mindig kisebb-nagyobb járulékos csillapítással kell számolni. Az ionoszféra csillapítása frekvenciafüggő: a kisebb frekvenciák csillapítása nagyobb, mint a nagyobb frekvenciáké.
1902-ben Oliver Heaviside feltételezte először, hogy az ionoszférában létezik egy ma Kennelly-Heaviside réteg néven ismert felület aminek hullámvezető tulajdonságai vannak. Ennek a hullámvezető felületnek a létezése teszi lehetővé, hogy a rövidhullámú rádióhullámok erről a rétegről többször visszaverődve nagy távolságra eljussanak a Föld felszíne fölött haladva. Az ionoszféra létezését kísérletileg mintegy húsz évvel később, 1923-ban igazolták.

## Az ionoszféra hatása a rádióhullámokra

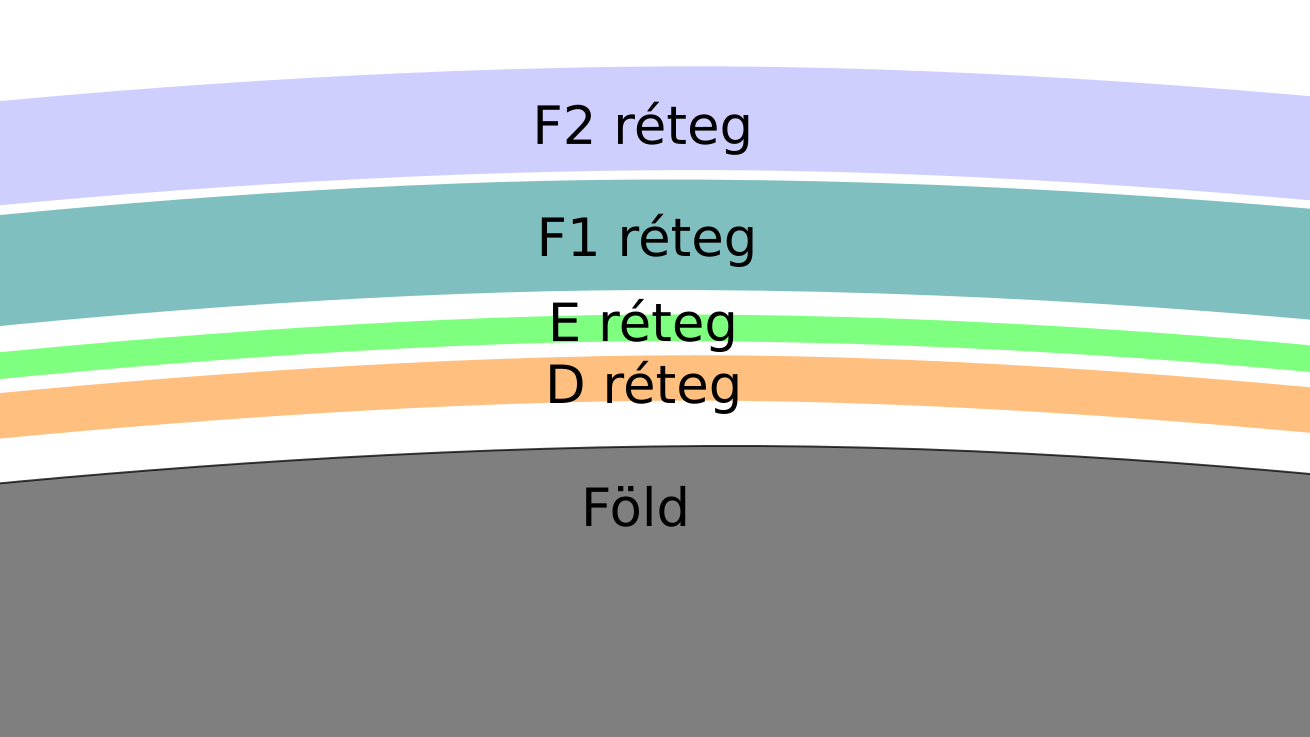
Az ionoszféra méretarányos ábrája

A rádióhullámok terjedési sebessége (vi) az ionoszférában valamivel nagyobb, mint a troposzférában és lényegében az elektronkoncentráció és a frekvencia függvénye:
{\displaystyle v_{i}={\frac {c}{\sqrt {1-k{\biggl (}{\frac {N}{f^{2}}}{\biggr )}}}}}
- k – egy időben változó tényező
- N – az elektronkoncentráció (e/m3)
- f – a frekvencia (Hz)
- c fénysebesség (m/s)

Az N és a k értékei időben változnak, aktuális értékei leolvashatóak ITT.

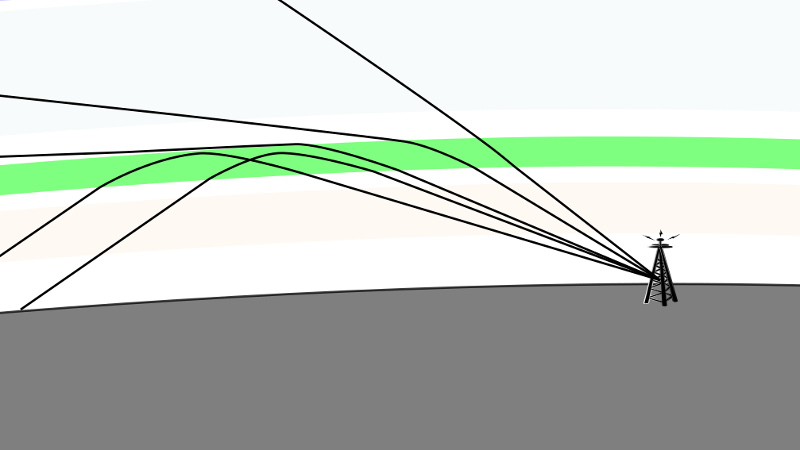
Ionoszféra hatása különböző szögekben beérkező rádióhullámokra (E2 réteg)

Az összefüggésből látható, hogy az N elektronkoncentráció növekedésével – adott frekvencián-a terjedési sebesség is növekszik. Ha a hullámhomlok nem merőlegesen, hanem 90°-nál kisebb szöggel lép be az ionoszférába, a hullámhomlok felső része "gyorsabb", mint az alsó része. Az eltérő terjedési sebesség következtében a terjedési irány megtörik és elegendő nagy elektronkoncentráció esetén a hullám a Föld felé visszaverődik.
A jelenséggel kapcsolatosan az alábbi összefüggések érvényesek
1. Minél nagyobb az üzemi frekvencia, annál nagyobb elektronkoncentráció szükséges a reflexió feltételeinek biztosítására.
2. A térhullám visszaverődése a Föld felé annál könnyebben valósul meg, minél laposabban lép be az ionoszférába.

Kritikus frekvencia (fkr) az a legnagyobb frekvencia, amely az ionoszférát merőlegesen elérve még visszaverődik. A φ belépési szög függvényében meghatározható a felső üzemi határfrekvencia, a MUF (angolból: Maximal Usable Frequency). A MUF és kritikus frekvencia közötti összefüggés:
{\displaystyle MUF={\frac {f_{kr}}{\sin \Theta }}}
{\displaystyle MUF=f_{kr}sin{\phi }}
- fkr – kritikus frekvencia
- φ – belépési szög
- Θ – kisugárzási szög

### A visszavert rádióhullám visszatérési távolságának becslése tökéletes tükrözést feltételezve
Kiindulási értékek:
- φ – a kisugárzás vertikális szöge
- lr – a visszaverő réteg talaj fölötti magassága km-ben (E=120 F1=250 F2=300)
- r – a Föld sugara km-ben (6 371)

Először kiszámítjuk a β törési szöget:
{\displaystyle \beta =90-\phi }, illetve ha radiánban számolunk {\displaystyle \beta ={\frac {\pi }{2}}-\phi }
Kiszámítjuk a kisugárzás és a beérkezés közti navigációs szöget (γ):
{\displaystyle \gamma =atan{\frac {2\tan {\biggl (}{{\frac {\beta }{2}}{\biggr )}l_{r}}}{r}}}
Végül megkapjuk az l távolságot km-ben:
{\displaystyle l=2\pi \gamma r}
A képlet néhány értékre kiszámolva, az l értéke km-ben:
| Réteg | Kisugárzási szög | Kisugárzási szög | Kisugárzási szög | Kisugárzási szög | Kisugárzási szög | Kisugárzási szög | Kisugárzási szög |
| Réteg | 0                | 20               | 40               | 60               | 80               | 85               | 89               |
| ----- | ---------------- | ---------------- | ---------------- | ---------------- | ---------------- | ---------------- | ---------------- |
| E     | 1507             | 1055             | 703              | 404              | 131              | 65               | 13               |
| F1    | 3135             | 2197             | 1464             | 841              | 247              | 137              | 27               |
| F2    | 3758             | 2635             | 1756             | 1009             | 329              | 165              | 32               |

A távolságok számolhatóak az alábbi programmal is:
```
#include
 
<stdio.h>

#include
 
<math.h>

// compile: gcc terhullam.c -lm -o terhullam

float
 
lr_E
=
120
;

float
 
lr_F1
=
250
;

float
 
lr_F2
=
300
;

float
 
r
=
6371.797
;

float
 
fok2rad
(
float
 
fok
){
return
 
(
M_PI
*
fok
)
/
180
;}

float
 
RXTX_length
(
float
 
phi
,
 
float
 
lr
){

	
float
 
beta
=
(
M_PI
/
2
)
-
phi
;

	
float
 
gamma
=
atan
((
2
*
tan
(
beta
/
2
)
*
lr
)
/
r
);

	
return
 
gamma
*
r
*
2
*
M_PI
;

}

void
 
main
(){

	
float
 
phi
;

	
printf
(
"A sugárzás magassági szöge (°):"
);
scanf
(
"%f"
,
&
phi
);

	
phi
=
fok2rad
(
phi
);

	
printf
(
"A visszaverődés távolsága az ionoszféra rétegeiről:
\n
"
);
 

	
printf
(
" E: %f km
\n
"
,
RXTX_length
(
phi
,
lr_E
));

	
printf
(
"F1: %f km
\n
"
,
RXTX_length
(
phi
,
lr_F1
));

	
printf
(
"F2: %f km
\n
"
,
RXTX_length
(
phi
,
lr_F2
));

}

```

Jobb becslést eredményez, ha a visszaverődés szögének fluktuációjával is számolunk. ebben az esetben kiegészíthetjük a programot:
```
...

float
 
RXTX_length_f
(
float
 
phi
,
 
float
 
flu
,
 
float
 
lr
){

	
float
 
beta
=
(
M_PI
/
2
)
-
phi
;

	
beta
=
flu
*
beta
;

	
float
 
gamma
=
atan
((
2
*
tan
(
beta
/
2
)
*
lr
)
/
r
);

	
return
 
gamma
*
r
*
2
*
M_PI
;

}

...

void
 
main
(){

...

	
printf
(
"A visszaverődés távolsága beta fluktuációval számolva:
\n
"
);
 

	
printf
(
" E: %f - %f km
\n
"
,
RXTX_length_f
(
phi
,
b1
,
lr_E
),
RXTX_length_f
(
phi
,
b2
,
lr_E
));

	
printf
(
"F1: %f - %f km
\n
"
,
RXTX_length_f
(
phi
,
b1
,
lr_F1
),
RXTX_length_f
(
phi
,
b2
,
lr_F1
));

	
printf
(
"F2: %f - %f km
\n
"
,
RXTX_length_f
(
phi
,
b1
,
lr_F2
),
RXTX_length_f
(
phi
,
b2
,
lr_F2
));

...

```

Példa:
20° magassági szögben sugárzunk ki rádióhullámot, és 30%-os (0.3) szórást feltételezünk. A programot futtatva ezt kapjuk:
```
DESKTOP:~/src/RF$ ./terhullam
A sugárzás magassági szöge (°):20
beta fluktuáció (0-0.99):0.3
A visszaverődés távolsága az ionoszféra rétegeiről:
E: 1055.643433 km
F1: 2197.557129 km
F2: 2635.905029 km
A visszaverődés távolsága beta fluktuációval számolva:
E: 687.151489 - 1533.764893 km
F1: 1431.096436 - 3190.138672 km
F2: 1716.993896 - 3824.611816 km

```

Tehát ha az F2 rétegről tételezünk fel visszaverődést, akkor a legvalószínűbb, hogy kb. 2600 km-re ér vissza a felszínre a kisugárzott jel. Ha feltételezzük, hogy csak az F2 rétegről van visszaverődés, ezzel a sugárzási szöggel a legvalószínűbb, hogy kb. 1700 és 3800 km közötti távolságban tudunk összeköttetést létesíteni.

### Terjedés többszörös visszaverődéssel

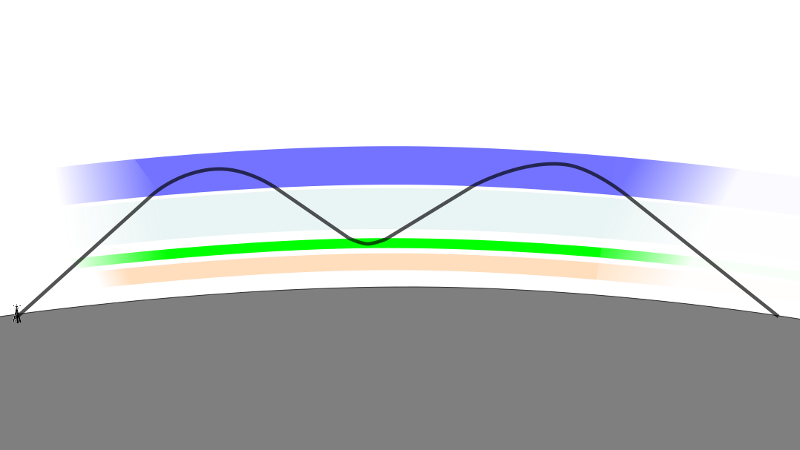
Térhullámú terjedés többszörös visszaverődéssel

Többszörös terjedés akkor fordul elő, amikor a Föld azon pontján lép be a rádióhullám az ionoszférába, ahol a szürkületi időben megszűnik az F2 réteg. Ilyenkor előfordulhat, hogy a legyengülőben lévő E rétegen áthatol a hullám és az F rétegről verődik vissza. Az innen visszavert hullám az E réteg egy erősebben visszaverő részére irányul, ahonnan ismét visszaverődik az F2 rétegre. A hullám a 2 réteg között oda-visszaverődve terjed, mindaddig, amíg az E réteg olyan pontjára nem kerül, ami már kevésbé visszaverő hatású, és így ismét visszajut a talajra.
Ilyenkor létrejöhet olyan hatás, hogy a Föld azon pontján lép be, ahol napnyugta van, végigpattog a nappali oldalon, és ott érkezik a talaj irányába, ahol napkelte van, vagy fordított irányban. Kelet-nyugat irányban ez azon a félgömbön történik így, amelyen tél van, és a rövid nappalok miatt gyenge, vagy hiányzik az F1 réteg.
Jellemző még a szürkületi zónák vonalán is ez a terjedés, észak-dél irányban, vagy fordítva.
A napkeltekor végbemenő ionizáció, és a napnyugta időszakában bekövetkező rekombináció területileg nem egyenletes, ezekben a zónákban szigetszerűen keletkeznek, illetve szűnnek meg az ionoszféra adott rétegei. A folyamat véletlenszerű, így az is véletlenszerű, hogy mely irányokban van ilyen módon terjedés.

## Az ionoszférát befolyásoló külső hatások[2]

### A Napból érkező ionizáló sugárzások
A Napból érkező ionizáló sugárzások a légkört alkotó gázokat ionizálják. Az ionizáció mértéke függ az ionizáló sugárzás energiájától, az ionizáló sugárzás hullámhosszától, és a gázok anyagi minőségétől. Az légkört alkotó gázok ionizációját kiváltó hullámhosszokat és az ionizációt kiváltó energiákat az alábbi táblázat foglalja össze:
| Gáz       | O2    | O    | N2   | N    | He   | H2   | H    | NO   |
| --------- | ----- | ---- | ---- | ---- | ---- | ---- | ---- | ---- |
| λkr (nm)  | 102.6 | 91   | 79.5 | 85   | 50,3 | 80,2 | 91   | 134  |
| eUkr (eV) | 12.2  | 13.6 | 15.5 | 14.5 | 24.6 | 15.4 | 13,6 | 9.25 |

A nappali órákban a Nap sugárzásának hatására különböző magasságokban 4 ionizált réteg keletkezik:
- D réteg 60 – 80 km
- E réteg 100 – 120 km
- F1 réteg 189 – 200 km
- F2 réteg 250 – 450 km

Naplemente után félbeszakad az új elektronok képződési folyamata, megkezdődik a rekombinációs folyamat, amely időben hamar végbemegy, különösen a légkör alsóbb, sűrűbb rétegeiben. Ez a magyarázata a D réteg naplemente utáni gyors eltünésének.
Szintén gyorsan eltűnik az F1 réteg is. Az éjszakai órákban az ionoszféra csak két rétegből áll, az E és az F2 rétegekből.

### Napfoltciklus
A napfoltok 11.3 éves ciklusa leginkább a 12 – 30 MHz-es frekvenciatartományban folyásolják be a terjedést. Ebben a tartományban napfoltmentes időszakban nincs használható ionoszférikus terjedés. Ez 3 ~ 4 éves időszak, ilyenkor távolsági összeköttetések ezeken a sávokon nem hozhatók létre.
Napfoltmentes időszakokban kevesebb ionizáló UV és röntgensugárzás éri az ionoszférát, így nem tud kialakulni az F rétegeken a visszaverődéshez szükséges ionkoncentráció.

### Mögel-Dillinger hatás
Egyes rövidhullámú frekvenciákon hirtelen, rövid időre megszűnik az ionoszféra visszaverő rétege. Általában az 5 – 30 MHz közti tartományban szokott bekövetkezni, nem hat ki a teljes rövidhullámra, időtartama 15perc és 1 óra között alakul. A rádióamatőrök "holt negyedórának" nevezik. A jelenség Nap felületén végbemenő intenzív hidrogénkitörésekkel van összefüggésben.

### Koronakidobódás
1. Amikor a kidobódott anyag eléri a Földet, az ionoszférikus terjedés teljesen megszűnik. Ez az elhalkulás kihathat a teljes rövidhullámú sávra, akár 1 ~ 2 napig, a kidobódás mértékétől függően.
2. Ezután nagyon erős ionoszférikus terjedések következnek, több napig, a kidobódás mértékétől függően. Ez a felerősödés kihathat akár az URH tartományra is. Ilyenkor URH-n is létesíthetőek több ezer km-es összeköttetések, igaz, csak rövid ideig, instabil térerősséggel, és véletlenszerű irányokba.
3. Pár nap, maximum 1 hét alatt visszaállnak az időszakra jellemző terjedési viszonyok.

## Az ionoszférát befolyásoló légköri hatások

### Légköri turbulencia
A légtömegek turbulens mozgásának hatására az F2 rétegből töltött részecskék áramlanak lefelé, az E rétegbe, ennek hatására az E réteg töltése az adott helyen jelentősen megnövekszik. Ezt a megnövekedett ionkoncentrációval rendelkező részt sporadikus E rétegnek (ES) nevezzük. A sporadikus E réteg kiterjedése néhány 100 m-től néhányszor 10 km-ig terjed. Vízszintes mozgást is végez, aminek sebessége akár 300 km/s is lehet.
A sporadikus réteg megjelenése véletlenszerű, nem előrejelezhető jelenség. A fennállási ideje tág határok között változik, általában nem haladja meg a néhány órás értéket.
A sporadikus E réteg ionkoncentrációja olyan mértékű, hogy visszaverő hatást gyakorol az URH tartományú rádióhullámokra is.

## Az ionoszférát befolyásoló geofizikai hatások

### A földmágnesség változása
A Föld mágneses terének ingadozása az ionoszféra ionizációjában olyan változást okoz, ami a rádióhullámok visszaverődéskori polarizációs-szög változását eredményezi. Ez a zavar mindig egész sávtartományokat érint, ezért a jelátvitelben torzítást nem okoz, csak elhalkulást.

## Az ionoszféra ionizált tartományainak lényeges jellemzői
| A jellemző megnevezése        | D réteg | E réteg                                                 | F1 réteg                                                                                                | F2 réteg                                                                 |
| ----------------------------- | --- | ------------------------------------------------------- | --- | ------------------------------------------------------------------------ |
| Keletkezési mód               | - A NO Lα vonal kisugárzása útján való ionizációja - Valamennyi gáz ionizációja a lágy röntgensugárzás útján | Valamennyi gáz ionizációja a lágy röntgensugárzás útján | Az oxigén ionizációja a rekombinációs tényezőnek a magasság függvényében való gyors csökkenése mellett. | Az oxigén ionizációja lágy UV, röntgen és korpuszkiláris sugárzás által. |
| Magasság (km)                 | - Nappal 60-90 - Éjszaka eltűnik                                                                             | 95 – 120                                                | - Nappal 180 – 240 - Éjszaka eltűnik                                                                    | 230 – 240                                                                |
| Molekuláris sűrűség (1/cm3)   | 1014 -1016                                                                                                   | 5*1011 – 1013                                           | 1011 | 10                                                                       |
| Ionkoncentráció (1/cm3)       | - Nappal: 106 – 108 - Éjjel: 0                                                                               | - Nappal: 1*105 – 4*105 - Éjjel: 5*103 – 104            | 2*105 – 4.5*105                                                                                         | - Téli napon: 3*105 - Nyári napon:2*106 - Télen éjszaka: 2*105           |
| Ütközési frekvencia (1/s)     | 10-7 | 105                                                     | 104 | 103 – 104                                                                |
| Rekombinációs tényező (cm3/s) | 10-5 – 10-7                                                                                                  | - Nappal: 10-7 - Éjjel: 10-8                            | 4*10-9                                                                                                  | - Nappal: 8*10-11 - Éjjel: 3*10-11                                       |

## A térhullámú terjedés gyakorlatban használt paraméterei[3]

### Kritikus frekvencia
Függőlegesen sugároznak az ionoszféra felé rövid impulzusokat és detektálják a visszaverődést. A visszaverődési időből azt is kiszámíthatjuk, hogy milyen rétegről verődött vissza. A frekvencia növekedésével ez a visszaverődés egy pont elérésekor már a következő rétegről jön vissza, majd egy pont elérésekor már a világűrbe sugárzódik ki, azaz a visszaverődés megszűnik.

### Legmagasabb használható frekvencia
(MUF, Maximal Usable Frequency): laposabb szögben sugározva az ionoszféra felé és a frekvenciát növelve egyre magasabban levő rétegekről verődik vissza a jelünk. A frekvenciát növelve lesz egy pont, ahol már a visszaverődés helyett jelentős mértékben kisugárzódik a világűrbe. 

### Legalacsonyabb használható frekvencia
(LUF, Lowest Usable Frequency, másik jelölése LUHF, Lowest Usable High Frequency): laposabb szögben sugározva az ionoszféra felé és a frekvenciát csökkentve az ionoszféra visszaverő képessége csökken, mivel a D réteg elnyelő hatása növekszik. Egy bizonyos ponton, ahol jelentőssé válik ez a D rétegbeli elnyelődés, ott húzunk meg egy határt, az a legalacsonyabb használható frekvencia. A LUF függ a napszaktól és sok egyéb tényezőtől. Ugyanakkor nem éles határ, a kimenő teljesítmény növelésével és keskenysávú üzemmódok használatával a LUF frekvenciája alacsonyabb értékü lesz. Azaz, hogy a visszaverődött jel a partnerállomáson vehető is legyen akkora effektív teljesítmény kell, ami ellentételezi az útvonalveszteséget, a vétel helyén lévő zajteljesítményt és eleget tesz a választott üzemmód jel-zaj viszonyának. Ez annyiban frekvenciafüggő, hogy minél magasabb a frekvencia, annál kisebb az effektív teljesítménnyel ellentételezendő veszteség és minél alacsonyabb a frekvencia, ez annál nagyobb. A LUF, ellentétbe a MUF-al, nem terjedési paraméter, hanem technikai.

## Gyakorlati jelentősége
Az ionoszféra állandó változásban van, még azokban az időszakokban is, amikor amikor zavartalan, normális állapot áll fenn. A tükröző felület leginkább a hullámzó tenger felületéhez hasonlatos. Ebből következik térhullámokkal megvalósított összeköttetések térereje állandóan ingadozik. Az ingadozások a következő okokra vezethetők vissza:
- a vétel helyére különböző úton érkező hullámok interferenciája, interferencia fading
- a polarizáció irányának időbeli változása, polarizáció fading
- az ionizáció mértékének időbeli változása, villogó fading

Az ingadozások frekvenciaspektruma sem egyenletes, akár egy keskenysávú hangcsatorna spektruma is spektrális torzítást szenved. SSB hangátvitelnél ez a hangszín hullámzását okozza, AM hangátvitelnél pedig erős torzítást.
Összességében elmondhatjuk, hogy a térhullámok remek terepet biztosítanak beszédalapú és keskenysávú digitális jelátvitel számára. Ahhoz, hogy meghatározzuk, hogy adott irányba történő összeköttetésre, mikor, milyen frekvenciát használjunk, elengedhetetlen a térhullámok tulajdonságainak ismerete.